# Rutheopsis tortuosa
Rutheopsis tortuosa är en växtart i släktet Rutheopsis och familjen flockblommiga växter.
Arten är perenn och är endemisk på Kanarieöarna.